# Zündapp KS 80

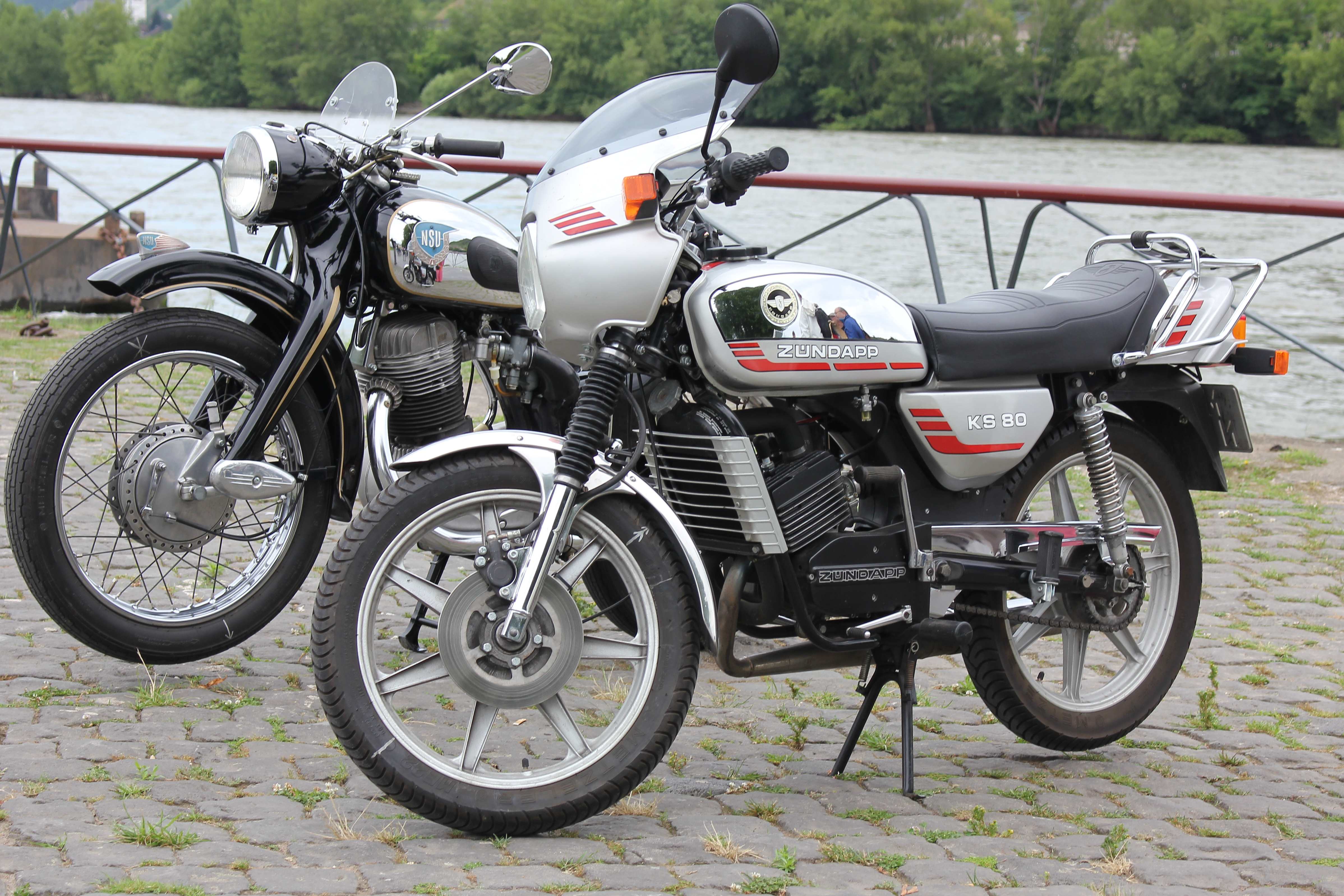
Zündapp KS 80

Die KS 80 ist ein Leichtkraftrad von Zündapp und wurde von 1981 bis 1983 in den Ausführungen 530-05 und 530-07 gebaut.

## Entstehung
Im Jahr 1980 untersuchte Zündapp im Auftrag des Umweltbundesamtes Möglichkeiten, die Geräuschemission von Kleinkrafträdern zu reduzieren. Die Bevölkerung beschwerte sich über zu laute und nicht drehzahlbegrenzte Kleinkrafträder. Bei sinkenden Absatzzahlen  folgte die Definition einer neuen Fahrzeugklasse „Leichtkraftrad“ mit einer maximalen Leistungsabgabe bei einer Drehzahl von höchstens 6000/min. aus maximal 80 cm3 Hubraum und einer Höchstgeschwindigkeit von 80 km/h.
Mit ihren Erkenntnissen entwickelte Zündapp sein erstes Leichtkraftrads mit dem Namen „KS 80“. Sowohl Leistung als auch Preis dieses Fahrzeugs waren im oberen Bereich der neuen Klasse angesiedelt.
Neben der Grundausführung, die in den Farben strato-silber oder goldorange-lasur angeboten wurde, gab es eine Ausführung KS 80 Touring (Typ 530-07) ohne Cockpit-Verkleidung, mit hochgezogenem Lenker und gelber Sitzbank in metallic-braun.
Später wurde die Modellpalette um eine preisgünstigere Version K 80 sowie die hochwertigeren Ausführungen KS 80 Super und KS 80 Sport ergänzt.

## Motor und Getriebe
Die KS 80 hat einen wassergekühlten Einzylinder-Zweitaktmotor, der mit dem Getriebe verblockt ist. In dem durch Druckguss-Verfahren hergestellten Doppelwandzylinder zirkuliert die Kühlflüssigkeit zwischen der Innenwand und der kreisrunden Zwischenwand. Der Hubraum von 77 cm³ ergibt sich bei 47 mm Hub aus einer Bohrung von 46 mm. Der Motor leistet bei einer Verdichtung von 11,2 : 1 bei 6000 Umdrehungen in der Minute 6,4 kW (8,7 PS). Das maximale Drehmoment von 10,8 Nm wird bei 5500/min erreicht. Die Mischungsschmierung arbeitet mit 2 % Öl (Verhältnis 50:1). Die Kühlung ist als Thermosiphonkühlung ausgelegt, kommt also ohne Pumpe aus.
Der Vergaser ist ein Bing Typ 21/20/105. Die Ansaugluft wird durch einen Papier-Luftfilter unter dem rechten Seitendeckel gereinigt.
Erstmals setzte Zündapp bei diesem Modell kein Ziehkeilgetriebe mehr ein, sondern entwickelte dafür ein neues 5-Gang-Klauengetriebe und erreichte damit deutlich kürzere Schaltwege. Eine Kette mit Kettenteilung 1/2″ × 5/16″ und 114 Gliedern überträgt die Kraft zum Hinterrad. Gestartet wird der Motor mit Kickstarter.

## Rahmen, Fahrwerk und Bremsen
Die KS 80 hat einen Leichtmetall-Druckguss-Rahmen mit Zentralrohr. Das Vorderrad wird an einer hydraulisch gedämpften Teleskopgabel von Marzocchi geführt, abgefedert durch Schraubenfedern. Das Hinterrad ist an einer Rohr-Langschwinge montiert und wird über dreifach verstellbare, hydraulisch gedämpfte Feder-Dämpfer-Einheiten abgestützt. Die stabile Grundkonstruktion ermöglicht ein hohes zulässiges Gesamtgewicht von 300 kg.
Auf den 1,60×17-Zoll-Aluminium-Druckguss-Laufrädern der KS 80 sind 2,75″-Reifen in verstärkter Ausführung montiert. Vorn hat das Leichtkraftrad eine hydraulisch betätigte Scheibenbremse mit 220 mm Scheibendurchmesser, hinten eine Trommelbremse mit 150 mm Durchmesser, die durch Zugstange betätigt wird.

## Elektrische Anlage
Die Stromversorgung leistet eine kontaktlose, 6-Volt-35/30/13-Watt-Magnet-Hochspannungs-Kondensatorzündung Einheit von Motoplat. Der 35-Watt-Ankerkreis versorgt direkt den Hauptscheinwerfer, der mit einer 35-Watt-Zweifaden-Glühlampe ausgestattet ist. Der zweite Stromkreis des Generators mit 30 Watt Leistung speist Rücklicht, Bremslicht und die Instrumentenbeleuchtung. Der dritte Stromkreis mit 13 Watt Leistung dient zur Versorgung der Blinkanlage, bei der als Besonderheit der vordere und hintere Blinker abwechselnd betrieben wird. Durch die damit halbierte maximale Stromstärke gelingt es, die Leitungs- und Kontaktverluste gering zu halten, so dass das Blinklicht trotz der geringen 6-Volt-Bordspannung gut erkennbar ist.  Über einen elektronischen 6-Volt-Laderegler wird ein Nickel-Cadmium-Akkumulator mit 1 Amperestunde Kapazität geladen. Blinkrelais, Laderegler und fünf AA-Zellen  sind in der „ULO-Box“ EBL 801, einem Modul des Fahrzeugteileherstellers Moritz Ullmann, eingebaut, das in zahlreichen Mopeds und kleinen Motorrädern verwendet wird.